# Mplayer CE
Mplayer CE es un reproductor multimedia no oficial (homebrew) para la consola Wii. 
Mplayer CE es una versión no oficial del reproductor multimedia de código abierto Mplayer, disponible para diferentes plataformas. También incorpora algunos fragmentos de código importados de la versión para Wii de Geexbox. 
En la actualidad es el reproductor multimedia homebrew más completo que existe para la consola de Nintendo, ya que permite la reproducción de todo tipo de contenido multimedia en dicha consola, soportando diferentes fuentes: tarjetas SD,  dispositivos de almacenamiento USB, discos DVD (esto último sólo en las consolas cuyo número de serie lo permita) e incluso  ordenadores conectados en red local con la consola (mediante el uso de Samba) y otros proveedores de contenidos de Internet (como por ejemplo YouTube o Shoutcast). Además su lista de formatos de audio y vídeo compatibles es muy larga. De hecho, puede reproducir prácticamente los mismos archivos que la versión oficial de Mplayer, aunque siempre teniendo en cuenta las limitaciones que impone el hardware de la consola Wii (así, es incapaz de reproducir, por ejemplo, el contenedor Matroska o MKV). 
La primera versión de Mplayer CE salió a la luz el 14 de febrero de 2009, y desde entonces ha tenido un rápido desarrollo, siendo la v0.76 la última versión estable y la v0.77 la última beta. Según se refleja en el sitio web del proyecto, la próxima versión del reproductor será la v1.0, e incorporará una interfaz gráfica totalmente nueva con un aspecto increíblemente profesional (de la cual se pueden ver las primeras imágenes en dicha web). 
Al ser una aplicación homebrew, no oficial, para ser ejecutada en una consola Wii debe utilizarse alguno de los métodos que existen para cargar aplicaciones no firmadas, de los cuales el más popular es, en la actualidad, el Homebrew Channel. También requiere la instalación de un Custom IOS en la consola para permitir el acceso a todas sus funcionalidades.
- Datos: Q6025526